# Llei marcial de Corea del Sud de 2024
Dimarts 3 de desembre de 2024, el president de Corea del Sud, Yoon Suk-yeol, va declarar la llei marcial durant un discurs nocturn transmès en viu per la televisió YTN. En el missatge, va acusar el principal partit d'oposició del país, el Partit Demòcrata de Corea, que ostenta la majoria parlamentària a l'Assemblea Nacional de Corea del Sud, de simpatitzar amb Corea del Nord i de dur a terme «activitats contra l'Estat». Yoon va qualificar el partit d'organització criminal al servei de Pyongyang i d'un bloc comunista per destruir el país. L'ordre incloïa la prohibició de qualsevol activitat política, inclosa la de l'Assemblea Nacional, i abolia la llibertat de premsa.
El Partit Demòcrata es va oposar a la declaració. Hores després, després dels intents de les forces de seguretat d'impedir la votació a la cambra, l'Assemblea Nacional va aprovar una moció per 190 vots a favor i 0 en contra el 4 de desembre del 2024 per aixecar la llei marcial. L'exèrcit sud-coreà i el president Yoon van rebutjar en primera instància el resultat de la votació, però finalment, van acabar acceptant-la i revocant la llei marcial.

## Descripció
Yoon Suk Yeol, membre del conservador Partit del Poder Popular i exfiscal general, va assumir el càrrec de president de Corea del Sud després de la seva victòria a les eleccions presidencials del 2022. La seva administració ha tingut índexs d'aprovació baixos i ha tingut dificultats per aconseguir la seva agenda perquè l'Assemblea Nacional ha estat controlada per l'opositor Partit Demòcrata. A les eleccions legislatives de l'abril del 2024, l'oposició en va mantenir el control, però encara no comptava amb el nombre suficient (200 de 300) per destituir el president.
Yoon va boicotejar l'obertura de l'Assemblea Nacional tot i que és costum que el president pronunciï un discurs a l'esdeveniment. Yoon també s'ha oposat a les investigacions sobre els escàndols que involucren la seva dona Kim Keon-hee i alts funcionaris. El parlament, controlat per l'oposició, havia sol·licitat hores abans, el 2 de desembre, un procés per destituir el president de la Junta d'Auditoria i Inspecció, Choe Jae-hae, i tres fiscals implicats en dos escàndols relacionats amb Kim, i havia rebutjat la proposta pressupostària del govern.
Aquesta va ser la primera vegada que es va declarar la llei marcial a Corea del Sud des del cop d'Estat militar de 1980 després de l'assassinat del dictador Park Chung-hee, i la primera des de la democratització el 1987. Aquesta és la dissetena declaració de la llei marcial des de la formació del govern el 1948. Els membres de l'Assemblea Nacional no tenen immunitat parlamentària davant del processament i poden ser arrestats si se'ls descobreix cometent un delicte. En iniciar la llei marcial, el president ho ha de notificar immediatament a l'Assemblea Nacional. La llei marcial pot ser anul·lada per majoria de vots de l'Assemblea Nacional.

## Cronologia

### Declaració de la llei marcial
El 3 de desembre del 2024 a les 10:22 pm (KST), el president Yoon Suk Yeol va declarar la llei marcial. En un discurs televisat a nivell nacional, Yoon va acusar l'oposició d'«intentar enderrocar la democràcia lliure» destituint membres del seu gabinet i bloquejant els seus plans pressupostaris. També va demanar als ciutadans que hi creguin i tolerin «alguns inconvenients». També va afirmar que hi havia una conspiració nord-coreana contra el govern de Corea del Sud. Va ser la primera vegada que es va declarar la llei marcial a Corea del Sud des de 1979, durant la dictadura militar de Chun Doo-hwan. Més tard es va informar que el primer ministre Han Duck-soo havia estat deixat de banda a la declaració, i The Korea Times va informar que la mesura semblava haver-se pres després de comunicacions directes entre el president Yoon i el seu ministre de defensa Kim Yong-hyun.
Segons l'Agència de Notícies Yonhap, el ministre de Defensa, Kim Yong-hyun, va ordenar una reunió amb el cap de l'Estat Major Conjunt, Kim Myung-soo. Yoon va nomenar Park An-su com el seu comandant de la llei marcial.
Després de la declaració, el Govern va afirmar que les activitats a les institucions educatives i els serveis de transport seguiran funcionant amb normalitat.

### Decret
El 3 de desembre del 2024 a les 11:00 pm KST, Park An-su del Comando de la Llei Marcial va emetre el següent decret sobre la llei marcial:
El Comando de la Llei Marcial proclama el següent a partir de les 11 pm del 3 de desembre del 2024, per tal de protegir la democràcia liberal de les forces antiestatals actives dins de la República lliure de Corea i les seves amenaces de subvertir l'estat, i per garantir la seguretat pública.
1. Estan prohibides totes les activitats polítiques, incloses les de l'Assemblea Nacional, els consells locals, els partits polítics i les associacions polítiques, els mítings i les manifestacions.
2. Es prohibeixen tots els actes que neguin o intentin enderrocar el sistema democràtic lliure. Es prohibeix la difusió de notícies falses, la manipulació de l'opinió pública i la propaganda falsa.
3. Tots els mitjans de comunicació i publicacions estan subjectes al control del Comando de la Llei Marcial.
4. Es prohibeixen les vagues, les aturades laborals i les concentracions que incitin al caos social.
5. Els metges en formació i tota la resta del personal sanitari que estigui en vaga o hagi abandonat els seus llocs de treball han de tornar als llocs en un termini de 48 hores i treballar fidelment. Aquells que violin l'ordre enfrontaran un càstig segons la Llei de la Llei Marcial.
6. Els ciutadans comuns innocents, excloent-ne les forces antiestatals i altres forces subversives, estaran subjectes a mesures per minimitzar els inconvenients en la seva vida quotidiana.

Els infractors de la proclamació podran ser arrestats, detinguts i registrats sense ordre judicial de conformitat amb l'article 9 de la Llei de la Llei Marcial (Autoritat de Mesures Especials del Comandant de la Llei Marcial), i seran castigats de conformitat amb l'article 14 de la Llei de la Llei Marcial (Penes).

### Vot d'anul·lació a l'Assemblea Nacional
Després dels anuncis, els militars van ingressar a l'edifici de l'Assemblea Nacional i van intentar ingressar al saló principal, on es feien les votacions. En resposta, els funcionaris del partit els van ruixar amb extintors i van aconseguir impedir-ne l'entrada. Alguns soldats van intentar entrar pel quart pis, però van ser detinguts pels treballadors. Almenys tres helicòpters també van aterrar al lloc de reunió, mentre que dos més van ser vistos sobrevolant el lloc. Es van veure tancs als carrers. L'ordre de la llei marcial també va ordenar el desallotjament del cos de premsa de l'oficina presidencial del seu edifici a Seül. A la porta principal del complex de reunió es van produir enfrontaments entre les forces de seguretat i els civils. També es van organitzar protestes contra la llei marcial a Gwangju.
Tots els partits principals, inclòs l'oficialista Partit del Poder Popular, del qual n'és membre el president Yoon, es van oposar a la mesura. El líder del PPP, Han Dong-hoon, va dir: «La declaració de llei marcial del president és errònia. La detindrem juntament amb el poble».L'alcalde de Seül, Oh Se-hoon, que també és membre del PPP, va dir que s'oposava a la declaració de Yoon. Lee Jae-myung, líder del Partit Democràtic, el principal partit d'oposició, va instar als ciutadans a reunir-se a l'Assemblea Nacional i va declarar que Yoon «ja no és el president de Corea del Sud»; Lee va ser filmat grimpant les tanques de l'edifici de l'Assemblea per a entrar, després que els soldats haguessin bloquejat les entrades. El líder del Partit per a la Reconstrucció de Corea, Cho Kuk, també va qualificar d'«il·legal» la declaració de la llei marcial i va dir que complia les condicions per al judici polític de Yoon i del ministre de Defensa, Kim Yong-hyun. La Confederació de Sindicats de Corea, el major grup sindical del país, va convocar a una vaga general per a revertir la declaració de la llei marcial i destituir el president.
Els manifestants es van enfrontar amb la policia davant de l'Assemblea Nacional. El president de l'Assemblea Nacional, Woo Won-shik, va convocar tots els legisladors a reunir-se a l'Assemblea Nacional. La branca d'Incheon del Partit Demòcrata va criticar la mesura perquè considera que marca l'inici d'una «era de dictadura de Yoon». Els legisladors van maniobrar al voltant de les barricades policials per ingressar a l'Assemblea Nacional.
El 4 de desembre del 2024 a les 00:48 (hora local), l'Assemblea Nacional va obrir una sessió d'emergència. Al voltant de la 1:00 am, l'Assemblea Nacional, amb el vot afirmatiu de 190 legisladors presents d'un total de 300, va votar per unanimitat aixecar la llei marcial. Entre els qui van votar a favor del seu aixecament hi havia 172 diputats de l'oposició i 18 més del PPP. Segons l'article 77 de la Constitució de la República de Corea, el president ha de complir la decisió de l'Assemblea Nacional d'aixecar la llei marcial. Després de la votació, el president de l'Assemblea nacional Woo Won-shik va demanar que els militars abandonessin l'Assemblea Nacional, mentre que Lee Jae-myung va dir que el Partit Demòcrata romandria a l'Assemblea Nacional fins que el president aixequés la llei marcial. A ells també s'hi van unir membres del PPP.

## Conseqüències
Després de la votació, es va veure que alguns soldats que havien estat estacionats a l'Assemblea Nacional marxaven, i l'oficina del President va dir més tard que se n'havien marxat per complet. Altres van començar a fer retrocedir a la multitud de manifestants que s'hi havia reunit, que sumaven al voltant de 2.000 persones. Els manifestants també van començar a demanar l'arrest i la destitució de Yoon. Lee Jae-myung va dir que la declaració de la llei marcial es va fer sense l'aprovació del gabinet i que els membres de les forces de seguretat que van continuar seguint les ordres de la llei marcial de Yoon estaven cometent «un acte il·legal». El Ministeri de Defensa va declarar que la llei marcial romandria en vigor fins que el president l'aixequés.

### Aixecament de la llei marcial
Durant una conferència de premsa televisada, Yoon va anunciar que aixecaria la llei marcial després d'una reunió del gabinet i que havia retirat el personal militar de l'Assemblea Nacional. Més tard aquell matí, el gabinet va aprovar la moció per aixecar la llei marcial.

## Reaccions
L'anunci de la llei marcial va ser rebut amb sorpresa i pànic entre el públic sud-coreà. Després de l'anunci, el valor del won sud-coreà va caure a 1.423 wons per dòlar, el valor més baix en 25 mesos. L'ETF iShares MSCI South Korea va disminuir un 5%. L'ETF Franklin FTSE South Korea va caure un 4,4% i l'ETF Matthews Korea Active va caure un 4,5%. Reuters va informar que: «Un funcionari del banc central va dir que estava preparant mesures per estabilitzar el mercat en cas de ser necessari. El ministre de Finances i el viceprimer ministre Choi Sang-mok van convocar una reunió d'emergència entre els principals funcionaris econòmics». El líder del ple del Parlament, Choo Kyung-ho, va dir que no tenia coneixement del decret i que només se'n va assabentar per les notícies.

### Actes sobre destitució

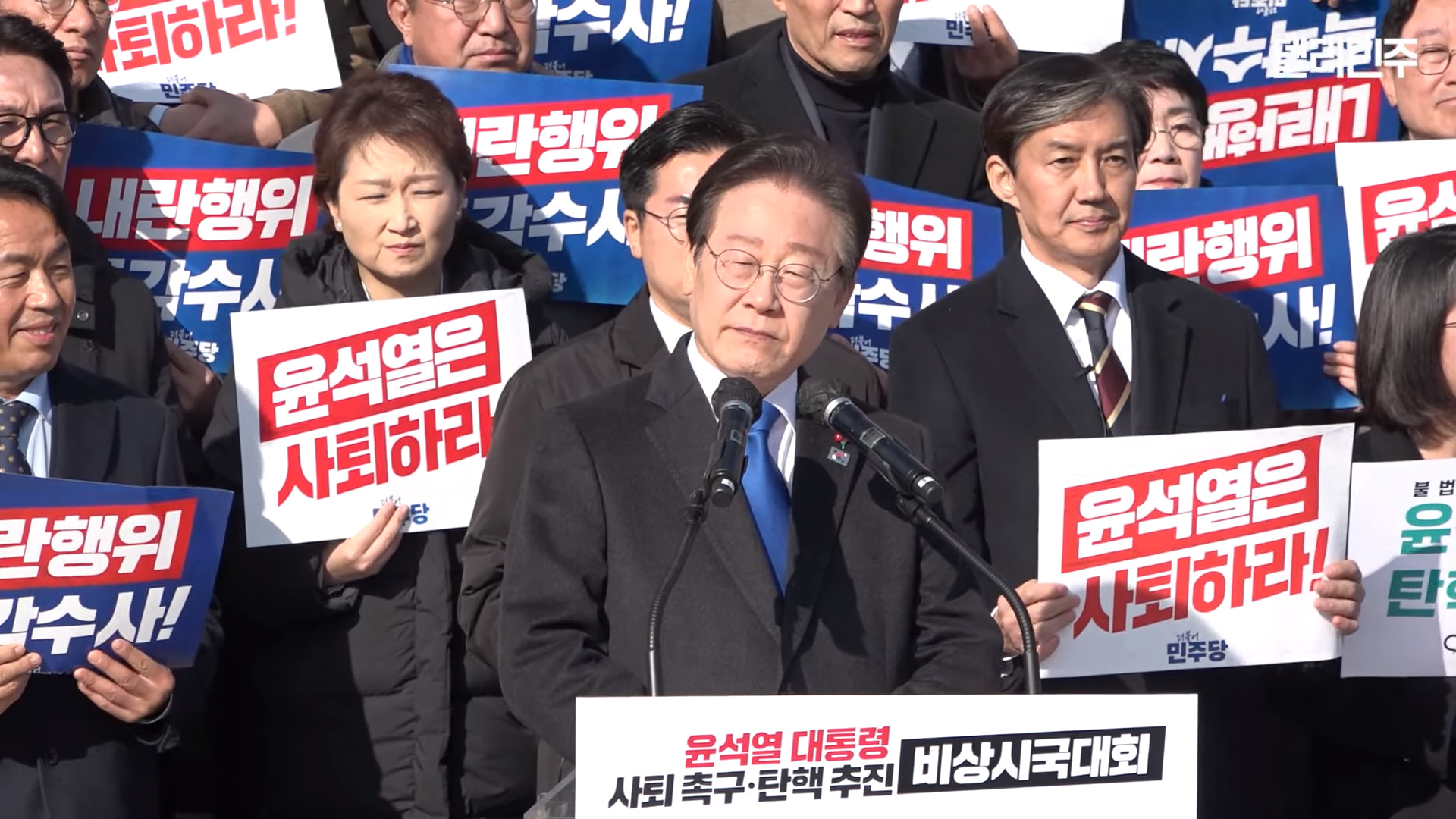
Lee Jae-myung a la manifestació d'emergència celebrada a l'Assemblea Nacional el 4 de desembre.

Al voltant de les 2:40 pm del 4 de desembre, l'oposició va anunciar la intenció de presentar una moció per destituir Yoon. Aquell mateix dia, aproximadament 190 membres de l'Assemblea Nacional de sis partits de l'oposició van presentar una moció de destitució, amb la intenció de debatre-la a l'Assemblea l'endemà i votar-ne la moció el 6 o el 7 de desembre.
Com que el ministre de defensa va proposar la llei marcial a Yoon, també es va preparar un procés de destitució contra el ministre Kim, i el Partit Democràtic té intenció de presentar una querella criminal contra ell. El portaveu del partit, Jo Seong-lae va emetre un comunicat en què va declarar: «És il·legal anunciar una llei marcial d'emergència. Instem les forces de l'ordre que iniciïn immediatament una investigació sobre el cas de traïció que tota la nació coneix ara i portin els responsables davant de la justícia».
El ministre de defensa Kim Yong-hyun va renunciar al seu càrrec el 5 de desembre i va oferir disculpes a la població.  El mateix dia el viceministre de defensa, Kim Seon-ho, va declarar en una sessió parlamentària que el ministre Kim Yong-hyun va ser qui va suggerir al president Yoon implementar llei marcial i va ser qui va donar l'ordre als policies i militars d'ocupar l'assemblea. El ministre Kim va ser detingut el 8 de desembre acusat d'insurrecció i abús de poder, i després va ser traslladat a un centre de detenció a Seül. El 10 de desembre a la nit, abans que un tribunal aprovés una ordre d'arrest en contra seu, l'exministre Kim va intentar suïcidar-se usant roba que se li va proporcionar al centre de detenció, l'endemà el Ministeri de Justícia va confirmar que la seva vida ja no corria risc.
L'oposició també busca destituir els responsables d'entrar a l'edifici de l'Assemblea Nacional per força. Uns periodistes van buscar una corda que semblava que fessin servir uns soldats per arrestar els líders de l'oposició. Segons reports, el pla original era arrestar més o menys 10 polítics.
El 3 de gener del 2025, després de diverses sol·licituds perquè el president Yoon assistís a ser interrogat i que fossin ignorades, es va emetre una ordre d'arrest contra el president Yoon. Desenes de policies i investigadors de l'Oficina de Recerca de la Corrupció per a Funcionaris d'Alt Rang ("CIO" per les sigles en anglès) van acudir a la Residència Presidencial de Corea del Sud per complir l'ordre d'arrest, però guàrdies del Servei de Seguretat Presidencial, que havien instal·lat filferro de les puces i barricades, van evitar que els policies ingressessin al complex presidencial. El 14 de gener centenars d'agents de policia i investigadors de la CIO van envoltar novament la residència i després d'un enfrontament que va durar aproximadament 5 hores van aconseguir l'arrest del president Yoon, que va dir lliurar-se als policies «per evitar qualsevol vessament de sang desafortunat».

### Internacional
Múltiples països han emès avisos demanant precaució als seus ciutadans a Corea del Sud aconsellant-los que estiguin alerta i evitin les manifestacions públiques. Les alertes de viatge per a la regió van ser emeses pels ministeris d'Afers Exteriors francès i britànic.
- Organització del Tractat de l'Atlàntic Nord: El ministre d'Afers exteriors italià Antonio Tajani va dir que l'OTAN ha advertit a Corea del Nord que no s'aprofiti de la situació.[69] El primer ministre suec Ulf Kristersson va cancel·lar la seva visita programada a Corea del Sud i la cimera amb Yoon.[70]

- Kirguizstan: El president del Kirguizstan, Sadir Japarov va anar a la visita estatal a Corea del Sud quan es va declarar la llei marcial.[71] El Govern kirguís va emetre dos comunicats, un confirmant la seguretat del president i la seva delegació, i un altre aconsellant als kirguisos a Corea del Sud que mantinguessin la calma.[72] Japarov va concloure la visita, tornant a Kirguizistan el 4 de desembre.[73]

- Taiwan: A Taiwan, el Partit Progressista Democràtic va publicar un article a Threads, en el qual afirmava que la declaració de la llei marcial era un esforç legítim per protegir la lliure democràcia constitucional a Corea del Sud i criticava als partits de l'oposició taiwanesa per obstruir les propostes de seguretat nacional, suposadament «ampliant inconstitucionalment» els seus poders i reduint el pressupost de defensa.[74][75] Encara que el post va ser esborrat poc després, va deslligar les crítiques de principals partits de l'oposició, entre ells el Guomindang, que van interpretar el post com una amenaça de prendre mesures similars a Taiwan.[76]